# غاري بيوركلاند
غاري بيوركلاند (بالإنجليزية: Garry Bjorklund)‏ هو عداء مراثوني أمريكي، ولد في 22 أبريل 1951.

## وصلات خارجية
- غاري بيوركلاند على موقع الاتحاد الدولي لألعاب القوى (الإنجليزية)
- غاري بيوركلاند على موقع أوليمبيديا (الإنجليزية)